# 瑞丽鹅掌柴
瑞丽鹅掌柴（学名：Schefflera shweliensis）是五加科鹅掌柴属的植物，为中国的特有植物。分布在中国大陆的云南等地，生长于海拔1,900米至2,700米的地区，见于常绿阔叶林林缘和较干燥坡地，目前尚未由人工引种栽培。